# Kotausstrich

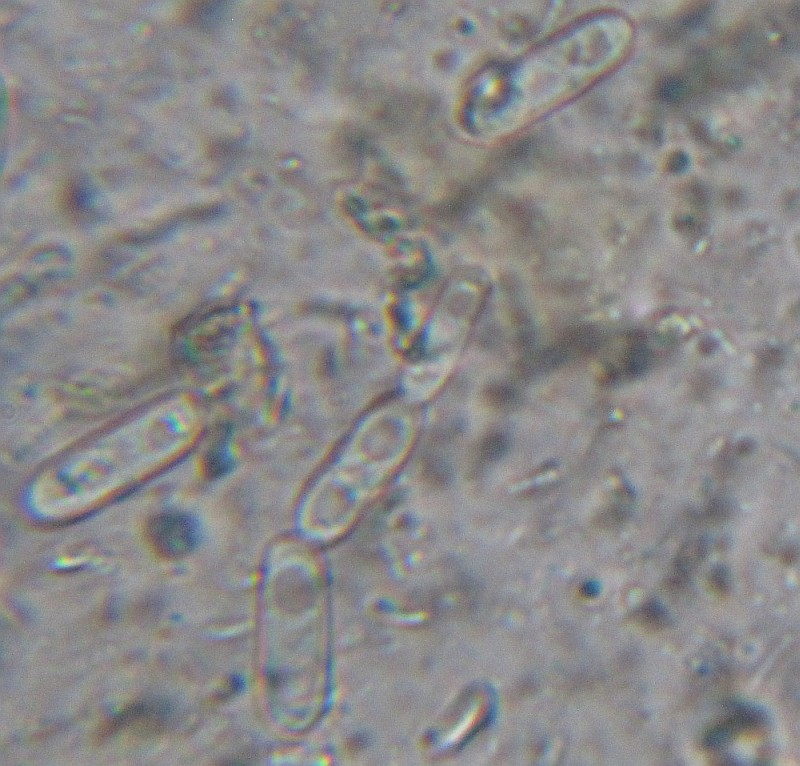
Nativpräparat eines Kotausstrichs bei Darmmykose

Der Kotausstrich ist ein einfaches Kotuntersuchungsverfahren, das insbesondere zum schnellen Nachweis von beweglichen Einzellern oder von Hefen (Darmmykose) eingesetzt wird. Dazu wird ein etwa stecknadelkopfgroßes Stückchen Kot auf einen Objektträger gegeben und mit etwas Wasser oder isotonischer Kochsalzlösung versetzt und verrieben. Dieses wird mit einem Deckgläschen bedeckt und als Nativpräparat lichtmikroskopisch untersucht. Gegebenenfalls kann der Kotaustrich mit Lugol-Lösung oder Karbolfuchsin angefärbt werden. Ein Abwandlung ist das Mischverfahren nach Pataki, bei dem mehrere Kotstückchen von verschiedenen Lokalisationen entnommen werden.
Da mit einem Kotaustrich nur geringe Kotmengen untersucht werden, ist er nur wenig sensitiv und nur für Krankheitserreger geeignet, die in großer Zahl vorkommen. Daher wird er nur noch selten eingesetzt und meist durch die sensitiveren Konzentrationsverfahren (Sedimentverfahren, Flotationsverfahren) ersetzt.